# Bagge Pallesen Griis
Bagge Pallesen Griis (før 1500-1534) til Slettegård, Nørgård og gennem giftemål herre til Hjermitslevgård, lensmand på Klarupgård var en adelsmand fra det nordvestlige Jylland af slægten Griis. Omkom i forsøg på at dræbe Skipper Klement.
Griis fik 12. august 1524 sit adelskab fornyet og var 1528 en af de adelsmænd, der blev valgt til at følge Kong Frederik I til
udlandet, så han har været en præsentabel mand. 1528 skrev han sig til Hjermeslevgård (nu Børglum Hovedgård). Denne gård havde siden o. 1400 tilhørt slægten Vognsen, men Morten Johansen Vognsen, der druknede i Sverige 1498, efterlod sig ikke sønner, og gården arvedes derfor af hans to adelige døtre med halvdelen hver. Datteren Mette Mortensdatter Vognsen(-1587) blev I 1520’erne gift med Bagge Griis, måske 1524, da han fik sit adelskab fornyet, og 1534 var han bispelig lensmand for Stygge Krumpen på Klarupgård i Fleskum Herred.
Hans rygte er elendigt. Han plagede bønderne meget, hvis vi skal tro legenden, og han havde stærke ejerfølelser. Hvis man besøger Hjermeslevgård ser man en række smukt udhuggede og slebne kvadersten i borggården. Ifølge historien kommer de fra Tolstrup Kirke, der hørte under godset. Bagge Griis mente, at når kirken var hans, kunne han også skalte og valte med den efter forgodtbefindende. Så han ville genopføre det gamle tårn – større og flottere end før – og han begyndte at nedbryde Tolstrup kirke. Biskop Stygge Krumpen på Børglum blev ikke glad da han hørte om det, så han befalede nedbrydningen afsluttet, hvad Bagge Griis nødtvungen accepterede. Men han leverede ikke stenene tilbage, de ligger stadig på borggården.

## Tæt på at ændre Danmarks historie
Da vendelboerne 1534 rejste sig under Skipper Klement, afbrændte de som bekendt adelsgårdene, og først Klarupgård og i 1534 Hjermeslevgård og gik op i luer. Bagge Griis, der jo led stort tab ved det, ville derfor hævne sig på Skipper Klemen, og under foregivende af, at han ville slutte sig til bonderejsningen, søgte han i Aalborg samtale med Klemen i enrum. Under samtalen greb han imidlertid sin daggert for at støde den i Klement, men denne bar altid et brystpanser under sin vams, og det afbødede stødet. Det lykkedes imidlertid Bagge Griis at undvige og komme på sin hest, hvorefter han red mod vest ud af byen forfulgt af Klemens Folk. Han var nær undsluppet, men skomageren Peder Beeske greb en tagsten og slyngede den mod Bagges hoved med så stor kraft, at man kort efter fandt ham liggende død i Hasseris Kær. 

## Efterslægt
Mette Mortensdatter var herefter enke med to børn i nogle år, men blev efter 1537 gift med velb. Jens Thomsen Dan, antagelig af slægten fra Alsbjerg i Øster Hanherred. 1587 var Mette Mortensdatter igen enke og solgte da Hjermeslevgård. Bagge Griis og Mette Mortensdatter havde kun to børn, nemlig: 
- Morten Baggesen Griis til Hjermeslevgård, der 1546 var Hofsinde, men døde ugift i ung Alder.
- Karen Baggesdatter Griis, død før 1568, gift med Munk Elbæk (Vognsen) til Grårup (Års H.), hvis arvinger 1568 ejede 1/3 af Nørgård i Ø. Torup.[1]